# Callistethus panamensis
Callistethus panamensis är en skalbaggsart som beskrevs av Ohaus 1902. Callistethus panamensis ingår i släktet Callistethus och familjen Rutelidae. Inga underarter finns listade.